# 상태국민학교 송도분실
상태국민학교 송도분실은 대한민국 전라남도 신안군에 있었던 초등학교다.

## 학교 연혁
- 일자미상 상태국민학교 송도분실 개설 인가
- 1968년 4월 23일 송도분실 개설
- 1968년 4월 23일 도서벽지학교 '갑'급 지정
- 1971년 12월 31일 폐실 및 상태국민학교 통폐합